# Felipa Poot Tzuc
Felipa Poot Tzuc (Hacienda Santa María en Kinchil, Yucatán; 14 de enero de 1903- 28 de marzo de 1936) fue una mujer indígena que abogaba por los derechos de los indígenas de su región, por lo que fue impulsora de políticas y sociales para su gente. Fue presidenta de la liga feminista “Rita Cetina Gutiérrez” de Kinchil Yucatán. Uno de sus más importantes logros fue la creación  del “Consejo Municipal Comunitario” que posteriormente logró cambiar a las autoridades de Kinchil.

### Primeros años de vida
Nace en la Hacienda Santa María, perteneciente al municipio de Kinchil, la cual era una hacienda henequenal, la mayoría de los miembros de su familia eran pertenecientes a la comunidad indígena maya; entre las labores que desempeñaban se encontraba el plantar, desyerbaban, cortaban y procesaban las fibras de henequén que en ese tiempo era considerado el “oro verde” en el estado.
Durante su niñez asistió a la escuela rural, y contó con la ayuda del capataz de la hacienda, Anastasio Quintal,[cita requerida] gracias a esto fue que pudo aprender a leer y escribir en español, el que ella como niña indígena aprendiera estas habilidades, marcó una notable diferencia, ya que en ese tiempo el 85% de las personas del campo eran analfabetas y monolingües
Alrededor de 1915, con la llegada del General Salvador Alvarado como gobernador y su nueva política que abolían el peonaje, surgieron cambios considerables en el sistema político y social del estado, los cuales no fueron equitativos, pues el ambiente en Kinchil donde prevalecía aun dirigido por caciques, era de hostil, pues los habitantes vivían con miedo a las violaciones, robos o asesinatos

### Contexto de su lucha
Aún con la hostilidad que se vivía bajo el régimen de poder caciquil, la joven Felipa comenzó a fomentar diversas acciones en favor de su comunidad, organizó una cooperativa de carboneros, dado que Kinchil era uno de los municipios que se sostenía de la producción del carbón, en la cooperativa Felipa buscaba la creación de sindicatos y la exigencia de los derechos de la comunidad indígena.
Desarrolló, con el apoyo de 12 personas, un programa de alfabetización para adultos, lo cual fue un acto con bastante notoriedad, puesto que la situación violenta en Kinchil, limitaba que los maestros pudieran desempeñarse, pues estaban expuestos a ser asesinados pues a los caciques no les convenía que los indígenas se empoderaran por lo que, a raíz de esto, Felipa Poot se propuso dirigir un movimiento en contra del sistema caciquil.
En 1936, Felipa Poot junto con otros dos delegados, peticionaron a Lopéz Cárdenas, el gobernador de Yucatán en esa época, que se iniciara una investigación por los crímenes en contra de maestros ocurridos en Kinchil y que se convocaran nuevas elecciones para el ayuntamiento, al final solo se logró la última petición
El 28 de marzo de 1936 fue el último día de vida de la activista indígena Felipa Poot, sobre este hecho existen diferentes versiones, la primera, que narra Martín Luis Guzmán habla sobre un grupo de mujeres que por un sentimiento de envidia la apedrean hasta la muerte; sin embargo, su acta de defunción dice lo contrario, pues en ella señala que su muerte fue por heridas de bala, lo que nos lleva a la segunda versión donde sugieren que su muerte fue a manos de Mario Tenorio, representante del candidato a senador, hermano menor de Felipe, Gualberto Carrillo Puerto el cual fue un instrumento de aquel poder caciquil, que estaban en contra de todas las reformas y movimientos que lideraba Felipa. Tras su muerte Felipa, dejó un legado significativo para su comunidad. Sin dudar fue una mujer realmente importante por lo cual su historia es de gran relevancia para la historia nacional.